# Pasacao
Pasacao ist eine philippinische Stadtgemeinde in der Provinz Camarines Sur. Sie hat 49.035 Einwohner (Zensus 1. August 2015). Die Gemeinde liegt an der Küste des Golfes von Ragay.

## Baranggays
Pasacao ist administrativ in 19 Baranggays unterteilt.
| - Antipolo - Bagong Silang - Bahay - Balogo - Caranan - Cuco - Dalupaon - Macad (Hebrio Lourdes) - Hubo - Itulan | - Odicon - Quitang - Salvacion - San Antonio - San Cirilo (Pob.) - Santa Rosa Del Norte (Pob.) - Santa Rosa Del Sur (Pob.) - Tilnac - Tinalmud |